# Чудо на площадке
Чудо на площадке (англ. Full-Court Miracle) — оригинальный фильм телеканала Disney премьера которого состоялась 21 ноября 2003 года. Сюжет фильма был вдохновлён историей баскетбольной звезды команды Виргиния Кавальерс от Виргинского университета — Ламонта Карра. Съёмки фильма проходили в Торонто.

## Сюжет
Фильм рассказывает о группе молодых еврейских баскетболистов, ищущих тренера, способного помочь им выйти из кризиса во время сезона Хануки.

## Критика
Лаура Фрис из журнала Variety критически отозвалась о фильме, написав, что режиссёр Стюарт Гиллард «упускает прекрасную возможность представить пронзительную и увлекательную мультикультурную альтернативу обычному праздничному просмотру». Ещё она добавила, что Гиллард «закладывает основу для содержательной драмы, но непоследовательно смешивает её элементы фэнтези и комедии с пошлятиной». Джо Эскенази из газеты «JWeekly» нашёл взрослых персонажей «плоскими», но похвалил молодых актёров. Он назвал фильм «пошлым», но, тем не менее, он «вроде как понравился».